# Sébastien Michaud
Sébastien Michaud, né le 7 mai 1987, a commencé le taekwondo à l'âge de cinq ans pour suivre les traces de son père et son frère. Originaire de Joliette, il réside présentement à Québec où il étudie à l'Université Laval en génie logiciel.

## Implication étudiante
Le 10 avril 2012, Sébastien se fit élire au poste de président de l'Association des Étudiants en Génie Logiciel de l'Université Laval pour un mandat d'un an.

## Carrière
Sébastien fait partie de l'Équipe olympique canadienne au Taekwondo aux jeux olympiques d'été.

### Palmarès
- 2008 Spanish Open : Or
- 2008 Olympic Test Event : Bronze
- 2007 Paris Open : Or
- 2007 Qualification Olympique Mondiale : Or
- 2007 Jeux Pan Am : Participation
- 2007 Championnat du Monde : Bronze
- 2007 Canada Team Trial : Or
- 2007 Championnat Canadien : Or (MVP)
- 2007 US Open : Or